# آن مرد آمد
آن مرد آمد فیلمی به کارگردانی حمید بهمنی و نویسندگی شادمهر راستین ساختهٔ سال ۱۳۸۶ است.

## خلاصه داستان
یک جانباز شیمیایی سالها پس از جنگ، جواب سؤال خود را که چرا در یک عملیات همه دوستانش بجز او شهید شده‌اند، از دختر جوانش می‌شنود.

## بازیگران
- کوروش تهامی
- آتنه فقیه‌نصیری
- علی دهکردی
- قربان نجفی
- عبدالرضا زهره کرمانی
- کاوه سماک‌باشی
- ناصر فخری
- امیر زمستانی
- محمدرضا ایزدی یکتا
- شقایق ناظری
- ملیکا ناظری
- جمشید هاشم‌پور